# Bill Nunn
William G. "Bill" Nunn III (Pittsburgh, Pensilvania; 20 de octubre de 1953-Ibídem, 24 de septiembre de 2016) fue un actor estadounidense. Se lo reconoce principalmente por su rol en la afamada Trilogía fílmica del personaje Spider-Man del director Sam Raimi, en donde interpretó el papel de Robbie Robertson, entre muchos otros papeles.

## Biografía

### Primeros años
Nunn nació en Pittsburgh, Pensilvania, hijo de William G. Nunn, Jr., un conocido periodista y editor del periódico Pittsburgh Courier, y cazatalentos de la NFL. Su abuelo paterno fue el primer jugador afroamericano de fútbol de la secundaria George Westinghouse.
Se graduó en 1970 en la secundaria Schenley de Pittsburgh, Pensilvania. En 1976 se graduó en la Universidad Morehouse de Atlanta, Georgia.

### Carrera
Nunn debutó como actor en la película School Daze (1988) de Spike Lee. Algunos de sus papeles más conocidos son Radio Raheem en Do the Right Thing de Lee, y el guardaespaldas Duh Duh Duh Man en New Jack City.
Sus créditos incluyen Mo' Better Blues y He Got Game de Lee, como también Regarding Henry, Sister Act, Canadian Bacon, The Last Seduction, Things to Do in Denver When You're Dead, Runaway Jury, la trilogía de Spider-Man, Firehouse Dog, las series The Job, Randy and The Mob y A Raisin in the Sun.

## Filmografía
- School Daze (1988)
- Do the Right Thing (1989)
- Def by Temptation (1990)
- Cadillac Man (1990)
- Mo' Better Blues (1990)
- White Lie (1991)
- New Jack City (1991)
- Regarding Henry (1991)
- Sister Act (1992)
- Dangerous Heart (1993)
- National Lampoon's Loaded Weapon 1 (1993)
- Blood Brothers (1993)
- Save Me (1994)
- Silent Witness:What a Child Saw (1994)
- Canadian Bacon (1994)
- The Last Seduction (1994)
- True Crime (1995)
- The Affair (1995)
- Candyman:Farewell to the Fleash(1995)
- Things to Do in Denver When You're Dead (1995)
- Money Train (1995)
- Extreme Measures (1996)
- Bulletproof (1996)
- Toucdhed By an Angel: Lost and Founded (1996)
- Ellen Foster (1997)
- Kiss The Girls (1997)
- Carriers(1998)
- He Got Game (1998)
- Always Outnumbered (1998)
- Food for the Heart (1999)
- Foolish (1999)
- Passing Glory (1999)
- The Legend of 1900 (1999)
- Stolen from the Heart (2000)
- The Tic Code (2000)
- The Job (serie) (2001-2002)
- Groupies (2001)
- Kuduz Christmas (2002)
- Spider-Man (2002)
- People I Know (2003)
- Runaway Jury (2003)
- Spider-Man 2 (2004)
- Idlewild (2006)
- Randy and the Mob (2007)
- Firehouse Dog (2007)
- Spider-Man 3 (2007)
- A Raisin in the Sun (2008)
- Fences (2009)
- Help Me, Help You  (2009)
- Won't Back Down (2012)